# Aquila Films
Aquila Films – włoska wytwórnia filmowa i dystrybutor filmowy działający w latach 1907–1917. Specjalizowała się w melodramatach i filmach o tematyce sensacyjnej (zbrodnia, szpiegostwo, przestępstwa).
Firma została założona 24 lipca 1907 w Turynie przez przedsiębiorcę Camillo Ottolenghiego. Została zauważona w 1909 r., po udziale Ottolenghiego w kongresie europejskich producentów filmowych, który odbywał się w Paryżu.
Liczba produkowanych przez nią filmów stopniowo wzrastała – od 5 w 1907 r., poprzez 20 w 1908 r., aż po 55 w 1910 r. i aż 73 filmy wyprodukowane w 1911. W 1912 r. firma przeszła na produkcję filmów wieloszpulowych, w związku z tym zaczęła produkować mniej – 27 w 1912 i 32 w 1913 roku.
Przedsiębiorstwo miało gęstą sieć dystrybucji, również zagranicznej. Od 1908 r. firma eksportowała na rynki francuski i angielski, współpracując m.in. z Gaumontem oraz Raleigh & Robert. Dystrybuowała też do Hiszpanii, Rosji i krajów Ameryki Południowej.
W 1912 r. stała się przedsiębiorstwem publicznym.
W czasie I wojny światowej firma popadła w kłopoty, jej możliwości dystrybucji i produkcji znacznie się ograniczyły. Ostatecznie Aquila Films rozwiązano w 1917 r.

## Filmografia
Wytwórnia specjalizowała się filmach popularnych. Od 1910 r. inwestowała w filmy komediowe (m.in. w serię Jolicoeur i Pik-Nik). Od 1912 produkowała dwie serie sensacyjne – Terrore oraz Grand Spectacles Aquila. W 1913 wystartowała z serią Golden. Rok później, oprócz produkcji kryminalnych, zaczęła wypuszczać melodramaty
- Il bandito nero (1908)
- L’imperatore (1908)[1]
- Jolicoeur (1910)
- Pik-Nik (1911)[3]
- Lo Spettro di Jago (1912)
- Fedora (1913)
- La Bibbia (1913)
- Teodora (1914)
- La peccatrice (reż. Roberto Roberti, 1916)
- Tenbre (reż. Roberto Roberti, 1916)[4]